# Tengkerang Selatan
Tengkerang Selatan is een bestuurslaag in het regentschap Pekanbaru van de provincie Riau, Indonesië. Tengkerang Selatan telt 16.551 inwoners (volkstelling 2010).